# Montoldre
Montoldre ist eine französische Gemeinde mit 602 Einwohnern (Stand: 1. Januar 2022) im Département Allier in der Region Auvergne-Rhône-Alpes. Sie gehört zum Arrondissement Vichy und zum Kanton Saint-Pourçain-sur-Sioule.

## Geografie
Montoldre liegt etwa 19 Kilometer nordnordöstlich von Vichy. An der südlichen Gemeindegrenze verläuft das Flüsschen Valençon. Umgeben wird Montoldre von den Nachbargemeinden Saint-Gérand-de-Vaux im Nordwesten und Norden, Treteau im Nordosten, Boucé im Osten, Rongères im Süden, Varennes-sur-Allier im Südwesten und Westen sowie Saint-Loup im Nordwesten.

## Bevölkerungsentwicklung
| Jahr                       | 1962 | 1968 | 1975 | 1982 | 1990 | 1999 | 2006 | 2019 |
| Einwohner                  | 669  | 704  | 668  | 647  | 645  | 605  | 635  | 630  |
| Quellen: Cassini und INSEE |      |      |      |      |      |      |      |      |

## Sehenswürdigkeiten
- Donjon von Gayette
- Park Les Échelettes

Siehe auch: Liste der Monuments historiques in Montoldre

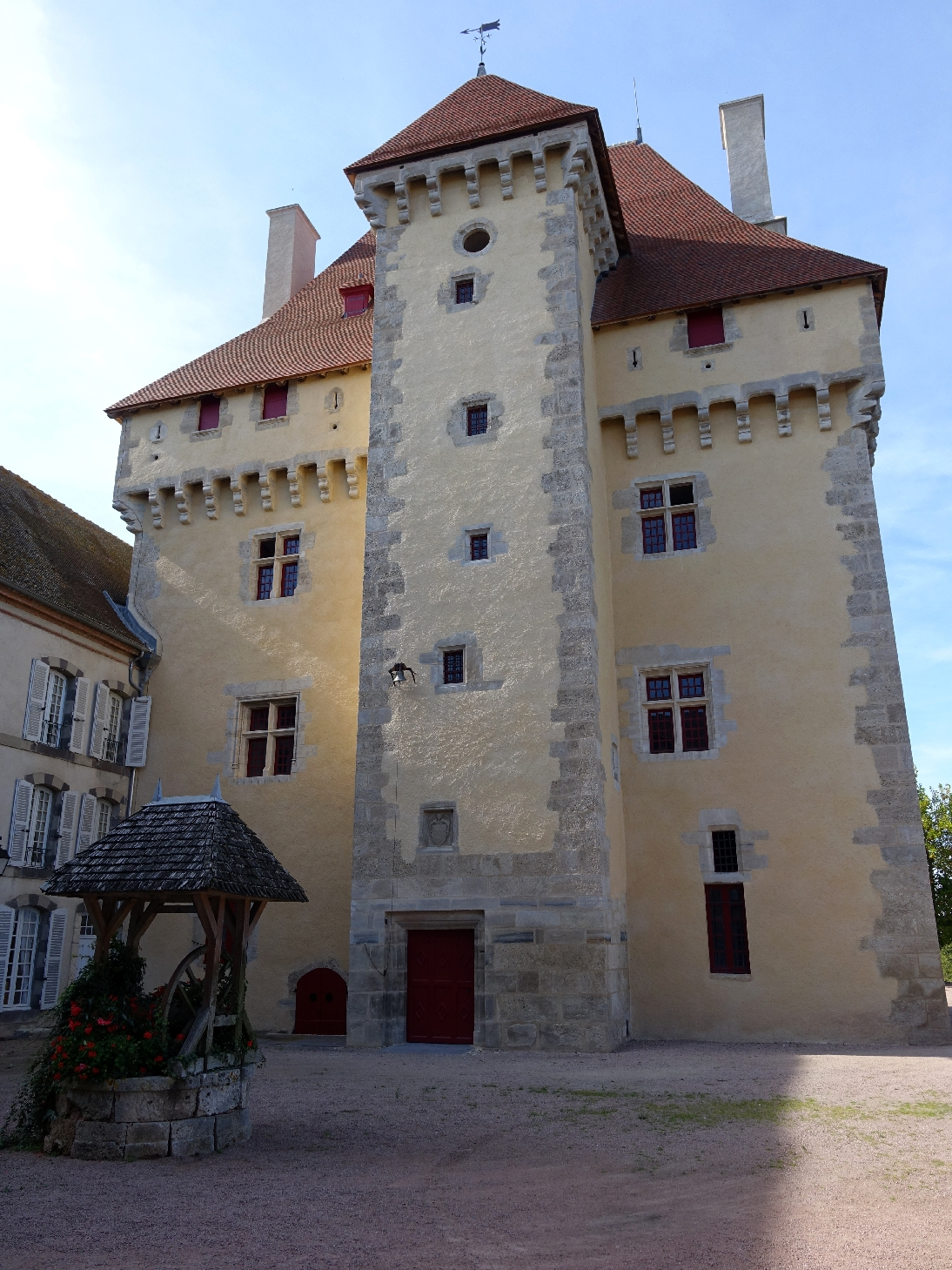
Donjon von Gayette